# David Cañada
David Cañada García (Saragozza, 11 marzo 1975 – Castejón de Sos, 28 maggio 2016) è stato un ciclista su strada spagnolo, professionista dal 1996 al 2008 e vincitore della Volta Ciclista a Catalunya 2006.

## Carriera
Dotato di buone capacità nelle frazioni a cronometro, debuttò come professionista nel 1996 nella spagnola ONCE. La sua migliore annata è stata il 2000, stagione durante la quale si impose nella classifica generale del Circuit de la Sarthe e della Vuelta a Murcia, riuscendo inoltre a vestire la maglia bianca di miglior giovane al Tour de France per due giornate. L'anno successivo firmò per la Mapei, diventata nel 2003 Quick Step-Davitamon.
Negli anni successivi fu sovente limitato da problemi fisici che ne condizionarono il rendimento (lesioni ad entrambi i tendini d'Achille, frattura a radio ed ulna, ed un problema cardiaco che lo costrinse a sottoporsi a due interventi chirurgici), ma non gli impedirono di trasferirsi, nel 2004, alla neonata Saunier Duval-Prodir, con la quale riuscì a classificarsi al decimo posto in un'edizione del Tour de Suisse ed a vincere la Volta Ciclista a Catalunya del 2006, ancor oggi la sua vittoria più importante.
Nell'ottobre del 2008 venne operato per la rimozione di alcuni noduli all'ascella del braccio sinistro, che si rivelarono un linfoma. Sottoposto ad un trattamento anti-cancro avrebbe dovuto riprendere l'attività nella Footon-Servetto, ma il 21 gennaio 2010 annunciò il proprio ritiro definitivo dal ciclismo. È deceduto nel maggio 2016 all'età di 41 anni a seguito di una caduta occorsagli durante una manifestazione cicloturistica.

## Palmarès
- 2000

4ª tappa Circuit de la Sarthe (cronometro)
Classifica generale Circuit de la Sarthe
4ª tappa Vuelta a Murcia
5ª tappa Vuelta a Murcia (cronometro)
Classifica generale Vuelta a Murcia
- 2006

Classifica generale Volta Ciclista a Catalunya

## Piazzamenti

### Grandi Giri
- Giro d'Italia

1999: 89º
2004: 18º
2007: 59º
2008: 58º
- Tour de France

2000: 33º
2003: 56º
2005: 63º
2006: ritirato (13ª tappa)
2007: 103º
- Vuelta a España

2001: ritirato (21ª tappa)
2002: 50º
2003: 53º
2004: 47º
2005: ritirato (18ª tappa)
2006: 88º